# لويس روثمان
لويس روثمان (بالإنجليزية: Louis Rothman)‏ (بالإنجليزية: Louis Rothman)‏ وُلد (1869-1926) هو مؤسس شركة روثمانز إنترناشونال ، وهي إحدى أكبر شركات التبغ في المملكة المتحدة . وهو إنجليزي من أصل يهودي أوكراني.

## مساره المهني
تدرب لويس روثمان في سن الرابعة عشرة في مصنع تبغ تابع لعمه بالقرب من كييف في أوكرانيا، وهاجر إلى المملكة المتحدة بقليل من المال في العام 1887. 
بدأ لويس يكسب رزقه في لندن كصانع سجائر مصنوعه يدويًا، ثم استعمل الأموال التي ادخرها من عمله لإنشاء مشروعه الخاص لبيع السجائر، والتي قام بلفها بنفسه. 
في عام 1893، تزوج من جين وينر وفي نفس الوقت تقريبًا افتتح كشكًا صغيرًا في 55a شارع فليت (ويُعرف بأنه أصغر متجر في مدينة لندن) حيث كان يبيع السجائر التي كان قد لفها في الليلة السابقة. 
وكان من بين زبائنه اللورد روثرمير واللورد نورثكليف والسير جيمس ويلكوكس. نمت أعمال هذا المتجر الصغير حتى أصبح هناك ستة متاجر روثمان في لندن وفي وقت قصير نسبيًا.  افتتح بعد ذلك عددًا من المتاجر الأخرى في لندن وفي حوالي عام 1902 استأجر نصف متجر في ويست إند في لندن (5 أ بال مول)، و تميز هذا بإطلاق ماركة سجائر بال مول. بعد انتهاء الحرب العالمية الأولى ، كان عليه أن يستخدم اسم Rothmans of Pall Mall لتمييز عمله عن متجر في شارع Regent Street كان قد بدأه شقيقه ماركس ، ثم تم بيعه لاحقًا إلى شخص آخر. 
في عام 1912 أو 1913 ، دمج لويس أعماله مع شركة Markus Weinberg لتشكيل شركة Yenidje Tobacco Company Limited .  ونتيجة لخلاف بين المالكين ، تم حل الترتيب عام 1916.
في عام 1919 ، دخل لويس في شراكة مع ابنه سيدني، وفي عام 1922 ، بدأوا في بيع السجائر عن طريق البريد من خلال خدمة Rothman's Direct-to-Smoker. زاد الطلب على السجائر في الخارج أيضًا وقد استفاد لويس من الحوافز المقدمة من حكومة المملكة المتحدة للترويج لإستيراد التبغ من دول الكومنولث (المستعمرات البريطانية) ، ونتيجة لذلك قاموا بتوسيع أعمالهم التجارية إلى المستوى الدولي. 

## الوفاة
توفي لويس روثمان ، الذي كان يدخن طول حياته، في عام 1926 بسرطان الرئة . 